# بخش تروی (شهرستان وود، اوهایو)
بخش تروی (به انگلیسی: Troy Township) یک منطقهٔ مسکونی در ایالات متحده آمریکا است که در شهرستان وود، اوهایو واقع شده‌است. بخش تروی ۷۷٫۰ کیلومتر مربع مساحت و ۳٬۸۷۰ نفر جمعیت دارد و ۱۹۶ متر بالاتر از سطح دریا واقع شده‌است.